# Rencontre avec le dragon
Rencontre avec le dragon è un film del 2003 diretto da Hélène Angel.